# Аниканов, Иван Яковлевич
Ива́н Я́ковлевич Аника́нов (8 [21] января 1914, Москва — 15 октября 1979 года, Москва) — советский конькобежец и тренер, многократный чемпион СССР на дистанциях 500 метров (1937, 1939, 1941, 1947), 1500 (1935—1939, 1943, 1947) и 5000 метров (1936, 1937), 5-кратный в классическом многоборье (1936, 1937, 1941, 1943, 1947) и 4-кратный призёр в многоборье (1938, 1939, 1944, 1945). Заслуженный мастер спорта СССР (1937), заслуженный тренер СССР (1956). Выступал за ЦДКА (Москва) и ДСО «Спартак».

## Биография
Иван Яковлевич родился в Москве. Первые занятия спортом он начал пионером. Проводя каникулы в пионерском лагере вместе с другими мальчиками, он увлекался спортивными играми и гимнастикой. В юном возрасте играл в хоккей с мячом. Начал заниматься конькобежным спортом в 1929 году, в то время, когда блистали Яков Мельников, Платон Ипполитов. 15-летний ученик печатника издательства и типографии «Правды» стал тренироваться в конькобежной секции на стадионе «Искра» под руководством Константина Михеева. Он мечтал поскорее выступить в настоящих соревнованиях, но этому мешал возраст.
В следующие годы тренировался под руководством Михаила Васильева и Василия Ипполитова. В 1932 году Аниканов впервые официально стартовал на соревнованиях клуба «Пищевик», а в 1934 году дебютировал на чемпионате СССР в классическом многоборье. Через год финишировал 2-м на чемпионате Москвы. С середины 1930-х до середины 1940-х годов он входил в число ведущих советских конькобежцев.
В 1936 году в составе сборной поехал в Норвегию на чемпионат мира среди рабочих. В дороге он заболел, но всё же с температурой выиграл блестяще 2-е место на первенстве. 3 марта он впервые стал чемпионом страны в общем зачёте многоборья, обыграв самого Якова Мельникова, а после на соревнованиях трёх городов Москвы, Горького и Кирова абсолютный чемпион СССР установил два всесоюзных рекорда на дистанциях 1000 метров — 1:32,4 сек, и 1500 метров, пробежав эту дистанцию за 2:22,8 сек.
В начале февраля 1937 года, красноармеец Аниканов, боец-отличник одного из полков Московской пролетарской стрелковой дивизии победил на чемпионате Москвы, а 12 февраля выиграл второй год подряд чемпионат СССР в абсолютном зачёте, победил на отдельных дистанциях 500 (43,2), 1500 (2:22,2) и 5000 (8:36,8) метров и установил на них три Всесоюзных рекорда. Уже 13 февраля постановлением Всесоюзного комитета по делам физкультуры и спорта при СНК СССР, Ивану Яковлевичу было присвоено звание заслуженного мастера спорта СССР.
В следующих сезонах Аниканову пришлось потесниться, выросли другие талантливые скороходы, как Евгений Летчфорд. В 1938 году он стал выступать за ДСО «Спартак» и стал третьим на первенстве страны, в 39-м поднялся на 2-е место, а в конце 1939 года нагрянула болезнь, и этот блестящий спортсмен на год выбыл из строя. Но в феврале 1941 года он в третий раз завоевал «золото» в многоборье на чемпионате СССР.
С началом войны многие спортсмены ушли на фронт, поэтому в 1942 году первенство СССР не проводилось. В 1943 году Аниканов в очередной раз выиграл чемпионат страны в многоборье, а также был лучшим на чемпионате Москвы. На следующий год финишировал вторым на чемпионате СССР и выиграл соревнования на приз им. Кирова. В 1945 году был в призах на чемпионате Москвы, на матче 4-х городов и стал третьим на чемпионате СССР в многоборье.
В 1946 году он участвовал на неофициальном чемпионате мира в Осло и занял 21-е место в общем зачёте многоборья. В 1947 году 33-летний спортсмен одержал в пятый раз победу в многоборье на чемпионате СССР в Горьком, а также стал чемпионом на дистанциях 500 и 1500 метров. В октябре 1947 года Иван Аниканов стал слушателем на заочном отделении Московского института физкультуры им. Сталина.

## Тренерская карьера
В 1948 году в возрасте 34-лет завершил свою спортивную карьеру. В дальнейшем был главным тренером женской (1948—1953) и мужской (1953) сборных страны, занимался тренерской деятельностью в ДСО «Спартак». Подготовил целую плеяду конькобежцев мирового уровня, среди которых Мария Исакова, Зоя Холщевникова, Тамара Рылова, Роберт Меркулов, Владимир Шилыковский. В 1951—1958 годах представлял СССР в Международном союзе конькобежцев.
Умер 15 октября 1979 года в Москве. Похоронен на Кунцевском кладбище.

## Награды
- Орден «Знак Почёта» (22.07.1937)[15]
- Орден Трудового Красного Знамени (27.04.1957) — «за успехи, достигнутые в деле развития массового физкультурного движения в стране, повышения мастерства советских спортсменов, и успешное выступление на международных соревнованиях»

## Семья
- Мария Аниканова (1916—2005) — жена, советская конькобежка, чемпионка мира (1952);
- Виктор Аниканов (род. 1942) — сын, врач сборных команд СССР и России по фигурному катанию;
- Ирина Аниканова (род. 1946) — невестка, советская фигуристка и тренер по фигурному катанию[16].

Дочь Виктора Аниканова — Мария (род. 1973) стала известной российской актрисой театра и кино.